# آه يا بلد آه (فلم)
فيلم مصري درامي تم انتاجه في 1مارس 1986 ومدة الفيلم 120 دقيقة.

## قصة الفيلم
تدور احداث الفيلم حول مجدي الشاب المتعلم المثقف حيث يسافر مجدى إلى عزبة الباشا لبيع قطعة الأرض التي ورثها وأخوته بعد وفاة والده. يتعرف على عم أيوب الفدائى السابق أيام الاحتلال ويقضيان ليلتهما عند السنيورة. ويكتشفان أن البلدة يسيطر عليها الحاج رضوان عضو الاتحاد الاشتراكى ويتحكم في أهلها ويضطهد فريدة على بيع أرضها له، ويكتشف مجدى ما يجرى في الوطن، أما أيوب فيذكره بتاريخه في مقاومة الإنجليز. تصحو فدائية عم أيوب القديمة وينجح في تحريض الأهالى ضد رضوان. ويستقر مجدى في القرية ليرعى الأرض بعد زواجه من فريدة.

## طاقم العمل

### الممثلين
- حسين فهمي
- فريد شوقي
- ليلى علوي
- أنور إسماعيل
- أحمد مرسي
- صادق أمين
- حسين عرعر
- حللي محمد
- ابتسام محمد
- عاطف مكرم
- فكري طه
- أحمد أبو عبية
- أبو الفتوح عمارة
- حسن مصطفى
- تحية كاريوكا
- صلاح صادق
- هشام جمعة
- نورا عبدالعزيز
- سيد غريب
- مفيد عاشور
- أمير شاهين
- كمال الزيني
- عثمان عبدالمنعم
- فوزي الشرقاوي
- سيد حاتم
- ثريا عز الدين
- محمد أبو حشيش
- عمران بحر

### صوت
- محمود راشد.   (مسجل الحوار)
- كميل صبحي.   (مساعد الصوت)
- أنور حنفي.   (مساعد الصوت)
- جليلة الحريري.   (مساعد الصوت)
- علي حامد.   (مهندس صوت)
- حسن إبراهيم.   (مساعد الصوت)
- مجدي كامل   (مكساج)
- عزت مصطفى.   (مساعد الصوت)

### مونتاج
- رشيدة عبد السلام. (مونتير)
- محمد الزرقا.   (مركب الفيلم)
- نعمت فايد.   (نيجاتيف)

### إخراج
- حسين كمال.   (مخرج)
- أسامة فريد.   (مساعد المخرج الأول)
- هشام فؤاد.   (ملاحظ سيناريو)

### فوتوغرافيا
- حسن لاشين.   (فوتوغرافيا)
- محمد بكر.   (مصور فوتوغرافيا)

### ديكور
- غسان سالم.   (مهندس الديكور)
- نجيب خوري.   (منسق المناظر)

### توزيع
- فلام صوت الفن (محمد عبد الوهاب - عبد الحليم حافظ - وحيد فريد). (موزع)
- غطاس قلتة. (موزع)

### تصوير
- كما كريم.   (مدير التصوير)
- عاطف مكرم.   (مصور)

### إنتاج
- ڤينوس فيلم (محسن علم الدين وشركاه). (منتج)
- محسن علم الدين. (منتج)

### بقية طاقم العمل
- سعد الدين وهبة.   (قصة وسيناريو وحوار)
- عمار الشريعي.   (ألحان وموسيقى تصويرية)
- سيد محمد.   (ماكيير)
- تركي الهواري.   (ريجيسير)

## وصلات خارجية
- آه يا بلد آه على موقع قاعدة بيانات الأفلام العربية